# Parcours fléché
Parcours fléché est un roman noir de Jean-Pierre Bastid publié en 1994 dans la collection Série noire chez Gallimard.

## Résumé
Des personnages atypiques qui se rencontrent les uns les autres pour vivre chacun une expérience peu ordinaire dans ce parcours fléché.

## Édition
En 1994, chez Gallimard dans la collection Série noire no 2367  (ISBN 9782070494781).